# MAKOTO2号
MAKOTO2号（まことにごう、男性、7月29日 - ）は、日本の漫画家、イラストレーター。血液型はO型。主にゲームやアニメのコミカライズを担当している。代表作は漫画作品『テイルズ オブ デスティニー2』、PCゲーム『きゃんきゃんバニー6  i♥mail』（カクテル・ソフト）の原画担当。
同人サークル「マグニチュード2号」を主宰し、同人では主にゲームやアニメ作品の全年齢向け二次創作作品を発行している。

## 経歴・人物
漫画デビューはスーパーコミック劇場『スターオーシャン セカンドストーリー』第5巻に掲載された9ページの漫画作品（デビュー以前は主にイラストを担当していた）。『月刊Gファンタジー』2003年6月号より『テイルズ オブ デスティニー2』を初連載させ、2006年4月号で連載を終了した。
自画像は「旧式ロボット」（全身が四角い）。

## 作品リスト

### アダルトゲーム
- 2000年8月25日発売 - きゃんきゃんバニー6  i♥mail（カクテル・ソフト）

### 連載漫画
- テイルズ オブ デスティニー2（『月刊Gファンタジー』2003年6月号 - 2006年4月号掲載、全5巻）
- レンタルマギカ from SOLOMON（『月刊コンプエース』2007年7月号 - 2008年5月号掲載、全2巻）
- ドルアーガの塔 〜the Aegis of URUK〜 隻眼の竜（『コンプティーク』2008年7月号 - 掲載）
- テイルズ オブ ファンタジア（『テイルズ オブ マガジン』2008年8月号〈創刊号〉 - 2009年10月号〈刊行終了〉掲載）
- 空を見上げる少女の瞳に映る世界（『月刊コンプエース』2009年5月号 - 2009年10月号掲載）

### 単発作品
- ヒートリバーにて…（スーパーコミック劇場 Vol.59 テイルズ オブ デスティニー2 第1巻 9P）
- トラッシュマウンテンにて…（同上 Vol.61 テイルズ オブ デスティニー2 第2巻 7P）
- Pride（同上 Vol.37 スターオーシャン セカンドストーリー 第2巻 9P）
- ひぐらしのなく頃に カケラ遊び（『電撃「マ）王』2007年12月号 - 2008年2月号）※短編の4コマ漫画

### イラスト
- ToHeart 4コママンガ劇場第2巻 巻頭イラスト・第3巻 表紙
- スーパーコミック劇場 Vol.37 スターオーシャン セカンドストーリー第1巻 表紙イラスト
- スーパーコミック劇場 Vol.61 テイルズ オブ デスティニー2第1巻 裏表紙イラスト・第2〜6巻 表紙イラスト
- スーパーコミック劇場 Vol.76・80・82 テイルズ オブ リバース第1〜3巻 表紙イラスト
- 「マ）王イラストギャラリー（『電撃「マ）王』2007年4月号）
- 海賊彼女（鈴木一二三、スーパーダッシュ文庫）

### その他
- テレビアニメ『ぱにぽにだっしゅ!』（第3話エンドカード）